# 大石組
大石組（おおいしぐみ）は、岡山県岡山市に本部を置く暴力団で、指定暴力団・六代目山口組の二次団体
。

## 歴代組長
- 初代 - 大石誉夫（おおいし たかお、1933年2月20日-2017年8月8日）
（六代目山口組顧問/五代目山口組舎弟頭補佐/四代目山口組舎弟/三代目山口組若中）

愛媛県新居浜市の生まれ。実兄の宮次郎と共に岡山へ進出し、田岡一雄の知遇を得て三代目山口組に加入した。そして岡山を地盤に大石組を旗揚げし確固たる地位を築いた。四代目体制で舎弟、五代目体制では舎弟頭補佐を歴任し、地域ごとのブロック制が導入されると「中国・四国ブロック長」に就任し、山陽道の重鎮と呼ばれた。
2005年8月に六代目体制が発足すると「顧問」に就任した。
2012年2月に引退、大石組の跡目を井上茂樹に禅譲したのち、2017年8月8日に死去する。享年84歳。
- 二代目 - 井上茂樹（1956年〈昭和31年〉11月24日生[2]（68歳）、六代目山口組若中）

## 組織図
二代目大石組
| 役職       | 氏名     | 三次団体       |
| ---------- | -------- | -------------- |
| 組長       | 井上茂樹 | -              |
| 若頭       | 阿部哲也 | 三代目井上総業 |
| 本部責任者 | 河野美雄 | 河野組         |
| 舎弟頭     | 横井興人 | 横井組         |
| 舎弟頭補佐 | 藤原純一 | 藤原組         |

### 顧問・相談役
| 役職   | 氏名     | 三次団体   |
| ------ | -------- | ---------- |
| 顧問   | 小野絋司 | 小野(紘)組 |
| 顧問   | 松平哲男 | 松平興業   |
| 顧問   | 加地 功  | 加地組     |
| 相談役 | 金田年弘 | 金田組     |
| 相談役 | 小野充修 | 小野(充)組 |

### 舎弟
| 役職 | 氏名     | 三次団体 |
| ---- | -------- | -------- |
| 舎弟 | 熊谷 功  | 熊谷組   |
| 舎弟 | 小柳則夫 | 小柳組   |
| 舎弟 | 高橋和正 | 高橋組   |